# Crotine
La crotine est une toxalbumine produite par Croton tiglium et qui est proche de la ricine de Ricinus communis et de la curcine de Jatropha curcas (Les genres Jatropha, Ricinus et Croton appartiennent à la famille des euphorbiacées).